# 真刺鰍
真刺鰍為輻鰭魚綱合鰓目刺鰍亞目刺鰍科的其中一種，分布於亞洲底格里斯河及幼發拉底河流域，棲息在底層水域，屬肉食性，生活習性不明。